# Scitala simulans
Scitala simulans är en skalbaggsart som beskrevs av Britton 1987. Scitala simulans ingår i släktet Scitala och familjen Melolonthidae. Inga underarter finns listade i Catalogue of Life.